# Liste der Monuments historiques in Marchiennes
Die Liste der Monuments historiques in Marchiennes führt die Monuments historiques in der französischen Gemeinde Marchiennes auf.

## Liste der Bauwerke
| Bezeichnung         | Beschreibung             | Standort                                                              | Kennzeichnung | Schutzstatus | Datum | Bild           |
| ------------------- | ------------------------ | --------------------------------------------------------------------- | ------------- | ------------ | ----- | -------------- |
| Ehemalige Abtei     |                          | Place Gambetta Rue Auguste-Maton Rue Corbineau Rue de l’Abbaye (Lage) | PA00107736    | Inscrit      | 1974  | weitere Bilder |
| Kirche Ste-Rictrude | Erbaut von 1811 bis 1815 | Place du Général-de-Gaulle (Lage)                                     | PA00107921    | Inscrit      | 1992  | weitere Bilder |